# Waldbruch
Die Ortschaft Waldbruch ist ein Ortsteil der Gemeinde Lindlar im Oberbergischen Kreis im Regierungsbezirk Köln in Nordrhein-Westfalen (Deutschland).

## Lage und Beschreibung
Waldbruch liegt im westlichen Lindlar, östlich von Schmitzhöhe an der Kreisstraße 24. Nachbarortschaften sind Kemmerich, Oberhürholz und Schneppensiefen.

## Geschichte
Die Kapelle des hl. Antonius ist seit 1628 urkundlich nachweisbar. Der bestehende Bau besteht aus dem Chor aus dem 17. Jahrhundert und einem 1913/14 erbauten Langhaus.
Für das Jahr 1830 werden für den als Waldbruch bezeichneten Ort 46 Einwohner angegeben.

## Sehenswürdigkeiten
- Kapelle des hl. Antonius
- Wegekreuz aus dem Jahre 1807

## Busverbindungen
Haltestellen Waldbruch und Waldbruch, Schule:
- 401 Industriegebiet Klause – Lindlar – Waldbruch – Schmitzhöhe – Hommerich – Kürten Schulzentrum (KWS, Schulbus)
- 421 Lindlar – Immekeppel – Moitzfeld – Bensberg (RVK)

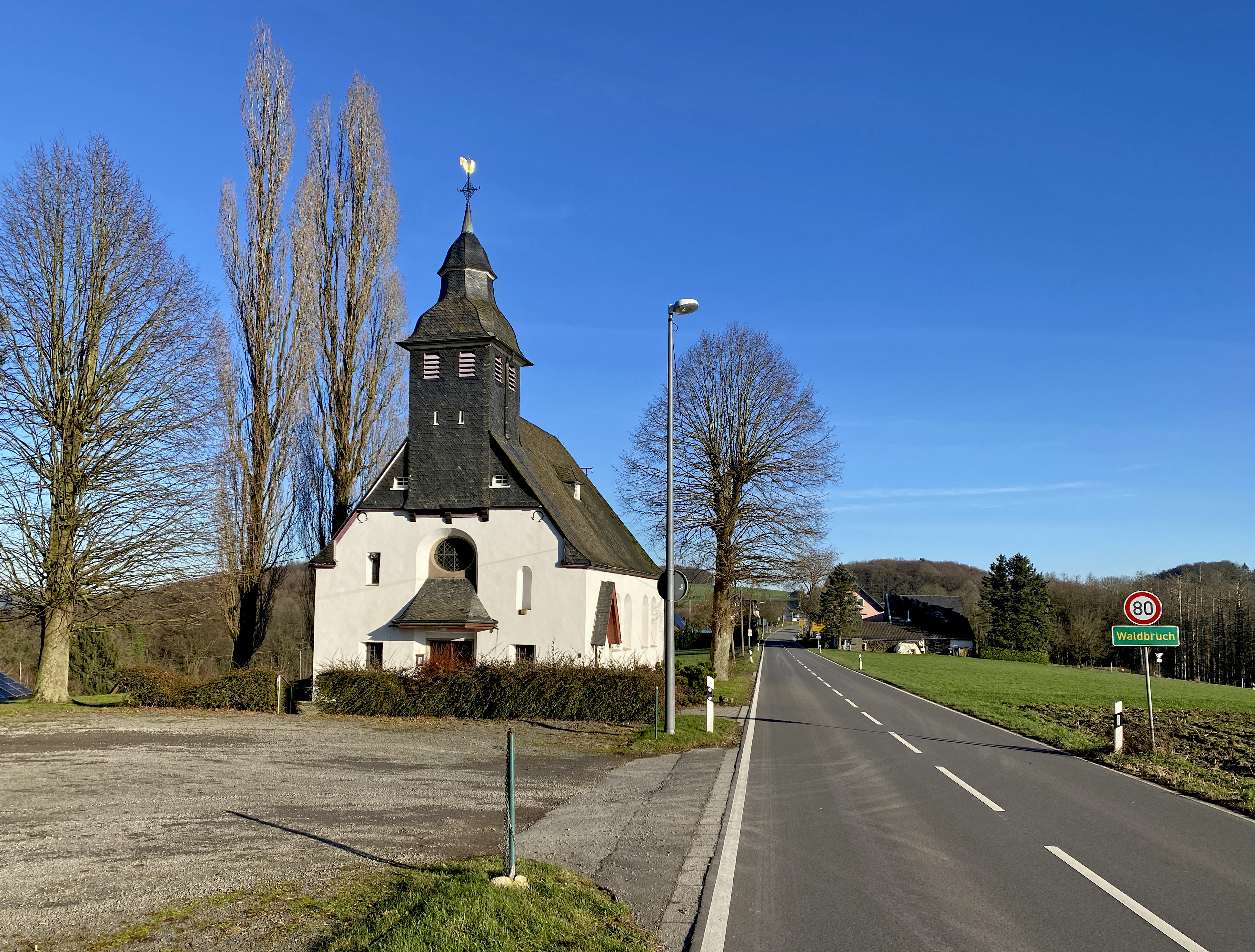
Ortseinfahrt (K 24) – Antoniuskapelle
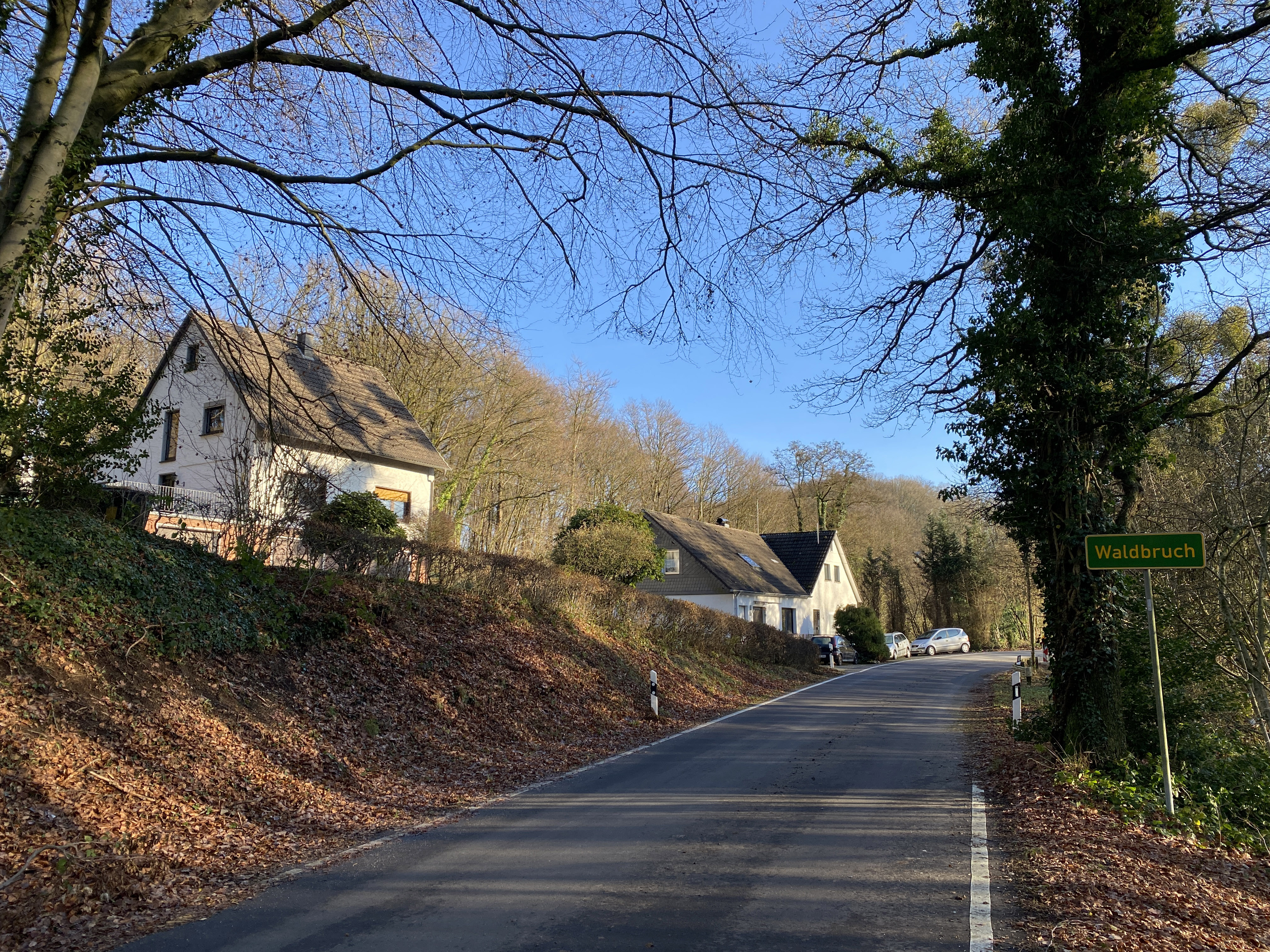
Ortsausfahrt nach Linde (L 84)
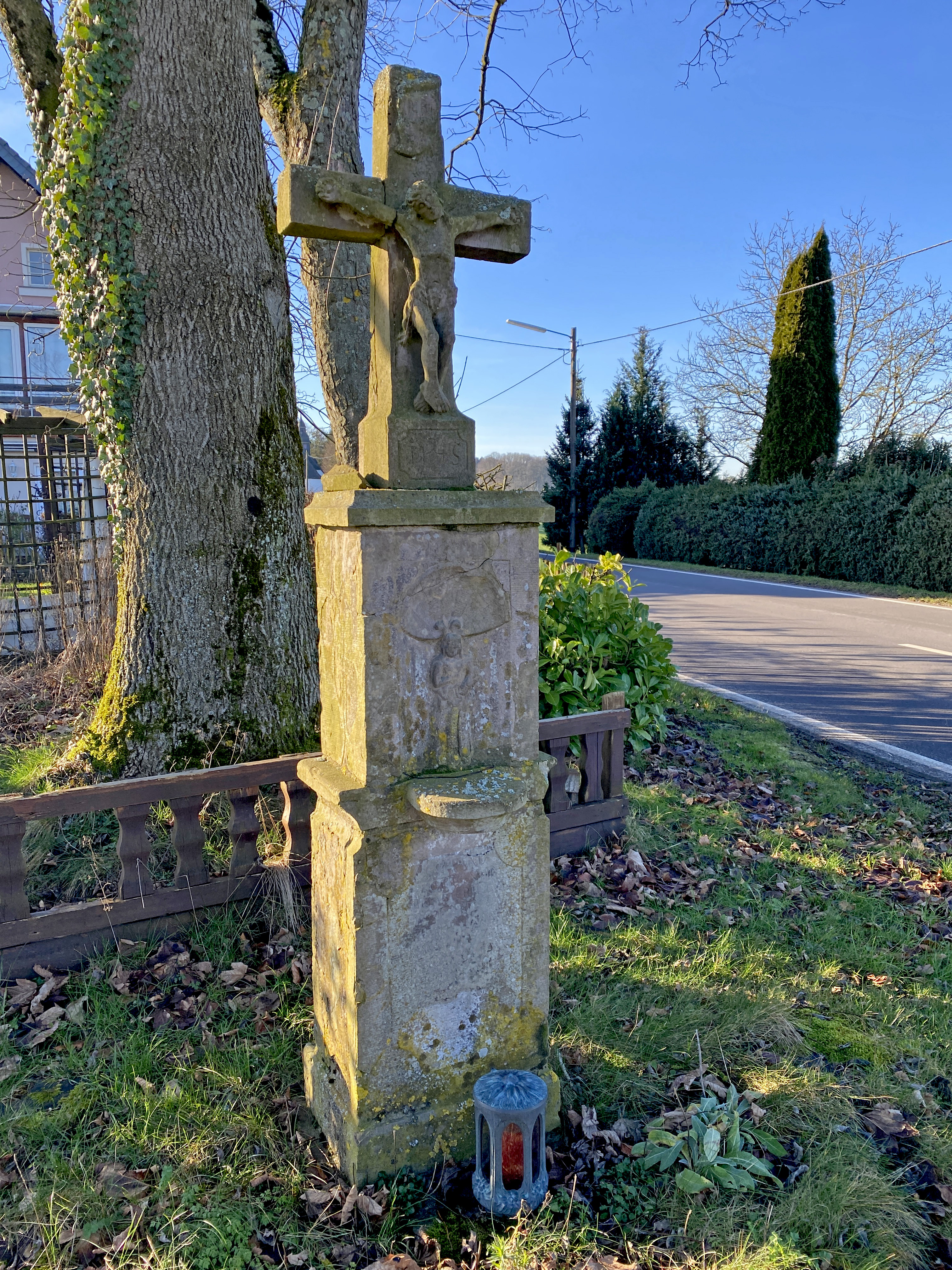
Wegekreuz Waldbruch (1807)
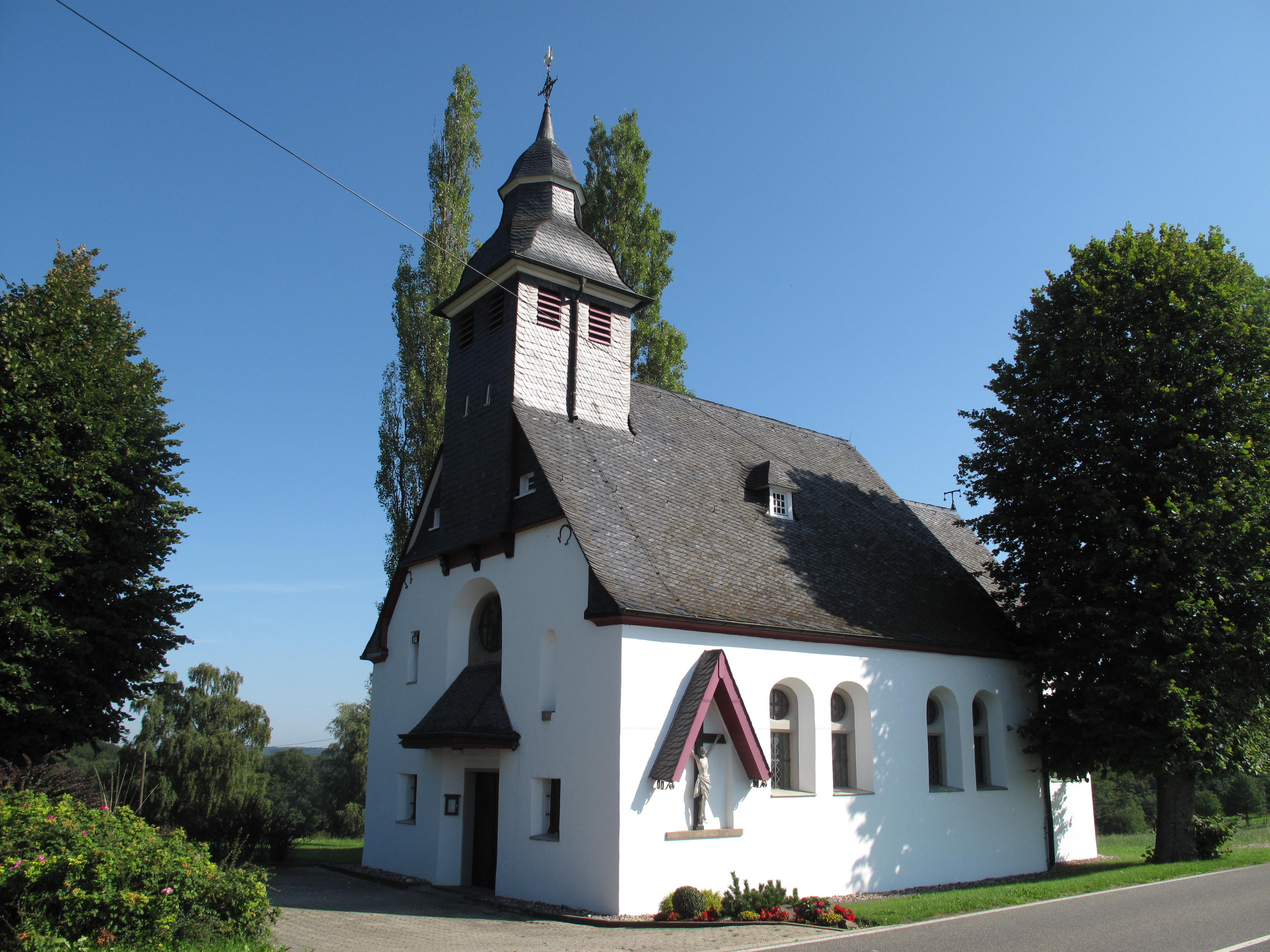
Antoniuskapelle
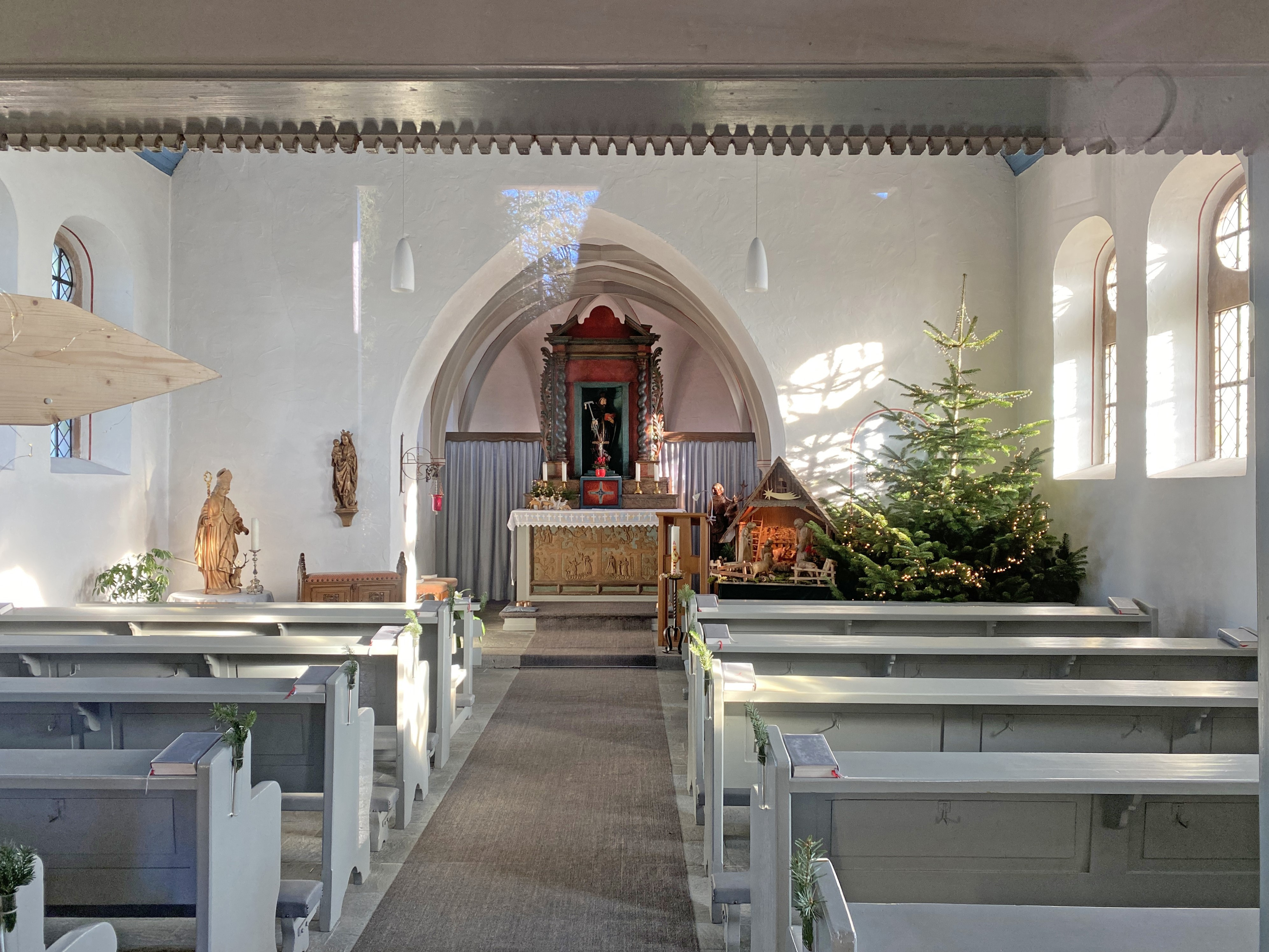
Antoniuskapelle
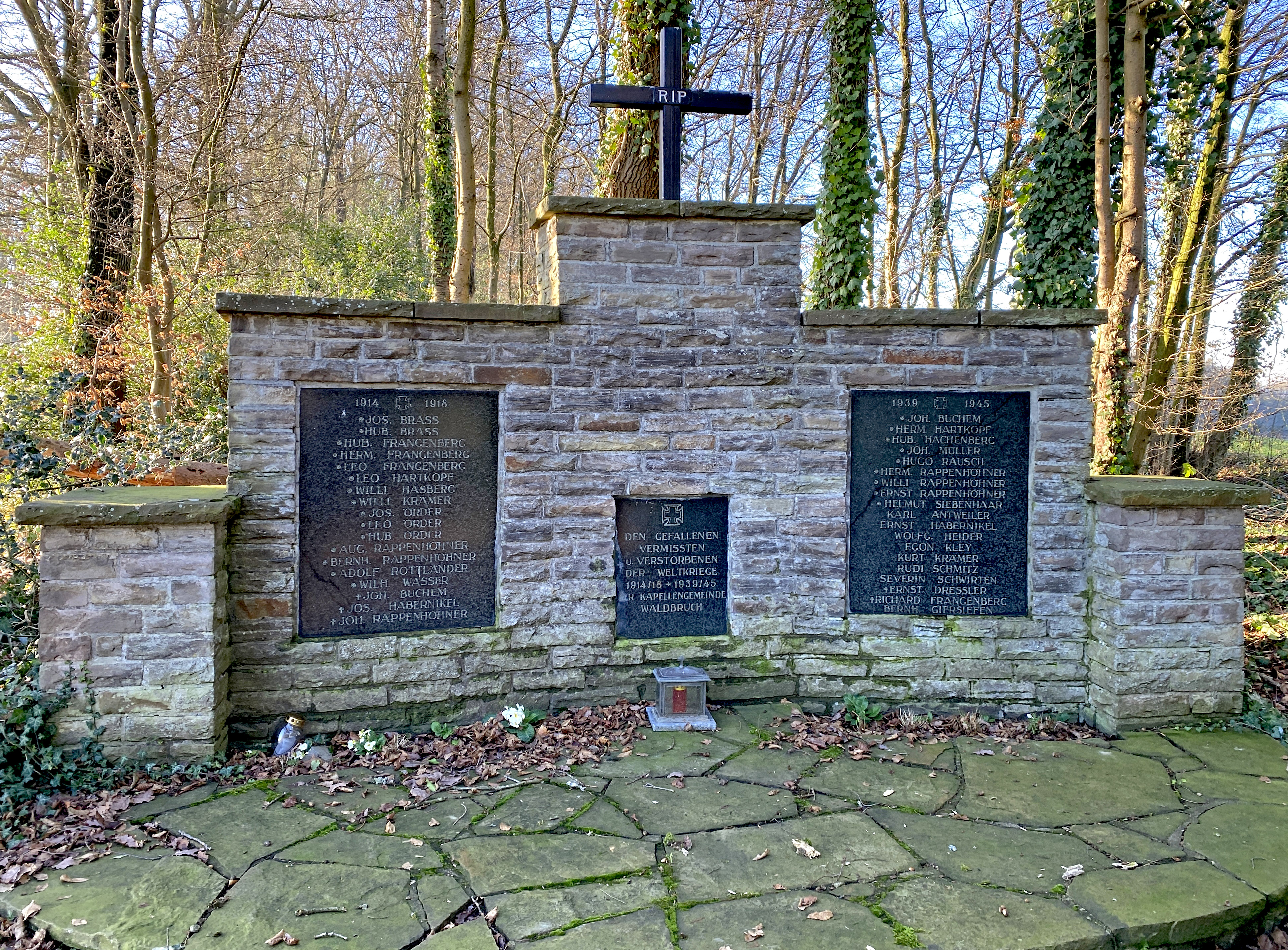
Kriegsdenkmal an der Antoniuskapelle
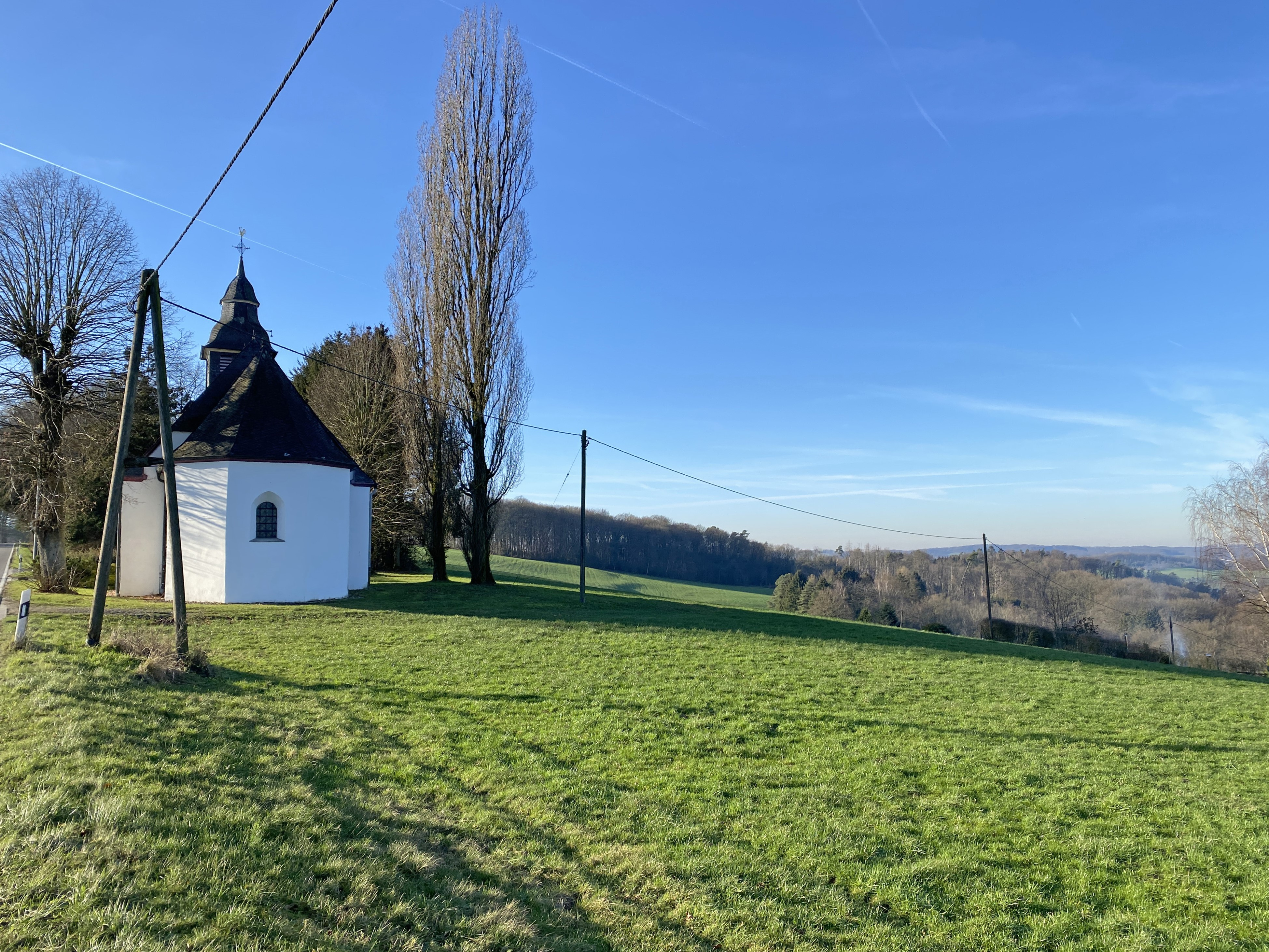
Antoniuskapelle – Hang zur Lindlarer Sülz